# Antielemento
Un antielemento è l'equivalente di un elemento chimico formato dalle corrispondenti antiparticelle. Ad esempio, un antiatomo di idrogeno, o anti-idrogeno, è composto da un antiprotone e un antielettrone.
Il primo antielemento fu scoperto dal gruppo di ricerca di Antonino Zichichi al CERN nel 1965 con l'acceleratore di particelle PS (Proton Synchrotron): si trattava di un nucleo di antideuterio, formato da un antiprotone e un antineutrone. La scoperta fu confermata quasi contemporaneamente da un gruppo del Brookhaven National Laboratory a New York con l'AGS (Alternating Gradient Synchrotron), che non la pubblicò su una rivista scientifica ma sul New York Times.